# 柿木町
柿木町（かきのきちょう）は、埼玉県草加市の町名。現行行政地名は柿木町のみ。丁番を持たない単独町名である。住居表示未実施地区。郵便番号は340-0001。

## 地理
埼玉県の東部地域で、草加市東部の沖積平野に位置する。越谷市・吉川市・八潮市と隣接する。地区の東端を中川が南北に流れ、地区の西端を八条用水が南北に流れる。地内は大半が市街化調整区域で住宅地と農地が混在する。北部の東埼玉道路沿道は工業地域である。東部の中川通り沿道には自然堤防があり、古くからの集落がある。

### 河川
- 中川
- 八条用水
- 千疋幹排

## 歴史
もとは江戸期より存在した武蔵国埼玉郡八条領に属する柿木村であった。『新編武蔵風土記稿』では民家125軒。
- はじめは幕府領、1663年（寛文3年）より忍藩領となる[4]。検地時期は不明。慶長年間（1596年〜1615年）に八条用水が開削された[7]。
- 幕末の時点では埼玉郡に属し、明治初年の『旧高旧領取調帳』の記載によると、忍藩領であった。東漸院の寺領も存在した[8]。
- 1871年（明治4年）
  - 7月14日 - 廃藩置県により忍藩領が忍県[8]の管轄となる。
  - 月日不明 - 寺領が上知され、浦和県[8]の管轄となる。
  - 11月13日 - 第1次府県統合により埼玉県の管轄となる。
- 1879年（明治12年）3月17日 - 郡区町村編制法により成立した南埼玉郡に属す。郡役所は岩槻町に設置。
- 1889年（明治22年）4月1日 - 町村制施行に伴い、柿ノ木村・南青柳村・伊原村・麦塚村が合併し、南埼玉郡川柳村が成立、柿木村は川柳村の大字柿ノ木となる。
- 1955年（昭和30年）8月1日 - 川柳村が草加町に編入され、草加町の大字となる。
- 1958年（昭和33年）11月1日 -  草加町の市制施行と同時に草加町大字柿ノ木から柿木町に町名変更[9]。
- 1964年（昭和39年）11月 - 地内に柿木浄水場が建設され、給水を開始する[10]。
- 1967年（昭和42年）
  - 6月1日 - 南埼玉郡八潮町との境境変更を実施、柿木町の一部（字山東3611の4他、および字山西3601の5・6）が八潮町に編入され、八潮町大字柿木町が成立[11]。
  - 8月1日 - 南埼玉郡八潮町との境界変更を実施、八潮町大字伊草（字谷中728の2他）、松ノ木（松之木）（字上ケ田北484の3他）、八条（八條）（字堤外4075他）の各一部を柿木町に編入する[11][4]。
- 1968年（昭和43年）
  - 9月1日 - 八潮町大字柿木町が八潮町大字新町の一部となり廃止される[11]。
  - この年 - 柿木町の一部が青柳町（現、青柳）および越谷市に編入される[4]。
- 1977年（昭和52年）8月8日 - 地内の東漸院の山門が市指定文化財に指定される[12]。
- 1980年（昭和55年）4月 - 地内に埼玉県立草加東高等学校が創立される。
- 1985年（昭和60年） - 地内に草加市立市民温水プールが開設される[13]。
- 1988年（昭和63年） - 地内にそうか公園が造成され、部分開園する（全面開園は1994年）。
- 2004年（平成16年）10月2日 - 地内に東埼玉道路が建設され、開通する。
- 2022年（令和4年）2月5日 - 地内の草加市立市民温水プールが閉館する[13]。

## 世帯数と人口
2017年（平成29年）10月1日現在の世帯数と人口は以下の通りである。
| 町丁   | 世帯数  | 人口    |
| ------ | ------- | ------- |
| 柿木町 | 866世帯 | 1,729人 |

## 小・中学校の学区
市立小・中学校に通う場合、学区は以下の通りとなる。
| 番地 | 小学校             | 中学校             |
| ---- | ------------------ | ------------------ |
| 全域 | 草加市立川柳小学校 | 草加市立青柳中学校 |

## 交通

### 鉄道
地区内に鉄道は敷設されていない。

### 道路
- 国道4号（東埼玉道路）
- 埼玉県道・東京都道102号平方東京線
- 埼玉県道380号柿木町蒲生線
- そうか公園通り
- 中川通り

## 寺社・史跡
- 新義真言宗東漸院 - 室町期の創建で市内最古とされる寺院[12]。武蔵国八十八ヶ所霊場65番。
- 光明寺
- 白蓮寺
- 柿木女體神社 - 鎮守[6]
- 八坂神社
- 音店河岸と下妻街道 - 草加八景のひとつ。中川右岸にある。

## 施設
- そうか公園
- 埼玉県立草加東高等学校
- 埼玉県 柿木浄水場 - 工業用水供給施設[10]
- 草加柿木フーズサイト
  - 柿木フーズサイト公園 - 隣の越谷市に跨る。
- 草加市柿木公民館
- 柿木町第四会館
- 十王堂会館
- 柿木グラウンド

### かつて存在した施設
- 草加市立市民温水プール[13] - 老朽化に伴い閉館。跡地に複合スポーツ施設を建設予定。